# Варфоломєєв Олександр Георгійович
Олександр Георгійович Варфоломєєв (нар. 4 червня 1965) — радянський журналіст і функціонер, російський політичний та державний діяч, депутат Народного Хуралу Республіки Бурятія, сенатор Російської Федерації (з 2013).

## Біографія
У 1987 році закінчив відділення журналістики факультету філології та журналістики Іркутського державного університету імені А. А. Жданова, працював у газеті Мухоршибірського району «Ленінський шлях». З 1988 по 1991 рік був першим секретарем Мухоршибірського районного комітету ВЛКСМ, одночасно — членом бюро Мухоршибірського районного комітету КПРС, в 1991 став другим секретарем Бурятського республіканського комітету Російського союзу молоді. У 1994 році став помічником Л. Ч. Німаєвої, обраної прямим голосуванням від Бурятії до першого складу Ради Федерації. У тому ж році Л. В. Потапов обраний першим президентом Бурятії, Варфоломєєва призначено його помічником (з 1996 року — також помічником Потапова в Раді Федерації). З 1997 по 2013 рік очолював телерадіокомпанію «Бурятія».
З 1998 по 2013 — депутат Народного хуралу Бурятії на непостійній основі. 2000 року закінчив Східно-Сибірський державний університет технологій та управління за спеціальністю «економіст». Заслужений працівник культури Республіки Бурятія. 18 вересня 2013 року обраний представником Народного Хуралу Бурятії у Раді Федерації.
19 вересня 2018 року Народний хурал шостого скликання, обраний 9 вересня 2018 року, продовжив повноваження Варфоломєєва як представник органу законодавчої влади республіки в Раді Федерації.

## Санкції
Через підтримку російського вторгнення в Україну під час російсько-української війни перебуває під персональними міжнародними санкціями Євросоюзу, США, Великобританії та інших країн.
7 вересня 2022 року доданий до санкційного списку України.

## Нагороди
- Медаль ордену «За заслуги перед Батьківщиною» ІІ ступеня (2017).